# 武鹿悦子
武鹿 悦子（ぶしか えつこ、1928年12月20日 - ）は、日本の児童詩人、児童文学作家、翻訳家。

## 略歴
東京生まれ。本姓・荒谷。東京都立第八高等女学校卒業。
1983年『詩集ねこぜんまい』で産経児童出版文化賞、日本童謡賞受賞。2014年『星』で日本児童文学者協会賞、日本童謡賞受賞。
児童詩、絵本、再話、翻訳、子供向け伝記など多数を執筆している。奈良県三郷町在住。　

## 著書
- 『えりちゃんのひみつ』（フレーベル館） 1980.7
- 『おひるねじかんにまたどうぞ』（小峰書店） 1980.6
- 『みほちゃんとわごわごわー』（小峰書店） 1982.2
- 『詩集ねこぜんまい』（かど創房） 1982.12
- 『空のまきば』（小学館） 1983.3
- 『七色のきっぷ』（ひさかたチャイルド） 1983.4
- 『ヘレン・ケラー 奇跡の人』（チャイルド本社） 1984.4
- 『しげくんの五じゅうまる』（小峰書店） 1985.1
- 『あたしのいもうと』（白泉社） 1985.3
- 『いっしょにおはなみ』（ひさかたチャイルド） 1986.4
- 『いそいで、しょもしょも』（教育画劇） 1986.4
- 『ルミの日ようび』（佼成出版社） 1986.10
- 『魔女ごっこ』（小峰書店） 1986.11
- 『かくれんぼの国』（小峰書店） 1986.12
- 『はるだよカメさん』（ひさかたチャイルド） 1987.2
- 『パスツール』（チャイルド本社） 1987.3
- 『ちょうちょの家』（小峰書店） 1987.6
- 『クリスマスのおきゃくさま』（佼成出版社） 1987.11
- 『ひとつっきり』（教育画劇） 1987.12
- 『ゆうくんのおひなさま』（佼成出版社） 1988.2
- 『あたしがうまれたひ 誕生日に読む絵本』（世界文化社） 1988.4
- 『おおきいうーわん』（ひさかたチャイルド） 1989.5
- 『たぬきのちかみち』（ひさかたチャイルド） 1990.3
- 『キュリーふじん』（チャイルド本社、こども伝記ものがたり） 1991.2
- 『雲の窓』（大日本図書、小さい詩集） 1991.2
- 『あおいむぎわらぼうし』（佼成出版社） 1991.5
- 『ねこいるよ』（リーブル） 1992.6
- 『ほしのブローチ』（佼成出版社） 1993.6
- 『おやつはいちばんなにがすき』（アリス館） 1994.9
- 『こんどはだれをよぼうかな』（アリス館） 1993.11
- 『いじめられっこチロ』（ひかりのくに） 1994.3
- 『にちようびのにわへようこそ』（小峰書店） 1994.7
- 『すいしょうのくにのようせい』（チャイルド本社） 1994.7
- 『お花見 詩集』（教育出版センター、ジュニア・ポエム双書） 1996.4 ()
- 『ひとりぼっちじゃないよ』（ひかりのくに） 1996.9
- 『どんぐりとんぽろりん』（チャイルド本社） 1996.10
- 『はるのみち 童謡集』（JULA出版局） 1997.3
- 『のねずみくんのたねまき』（フレーベル館） 1997.4
- 『幼児と遊ぶ101の詩 いま、1分間が光る』（編、ひかりのくに） 1997.5
- 『くらやみの物語』（小峰書店） 1997.8
- 『やまのリコーダー』（佼成出版社） 1997.9
- 『たからもののかくしばしょ』（フレーベル館） 1998
- 『いぬおいで』（リーブル） 1998.6
- 『ねむたいくまさん』（PHP研究所） 2000.2
- 『ありがとうフクロウじいさん』（教育画劇） 2000.7
- 『ちいさいかわのうた』（チャイルド本社） 2001.6
- 『じてんしゃのばん』（フレーベル館） 2002.3
- 『ひそひそこそこそ』（チャイルド本社） 2002.4
- 『みはらしやまのケーブルカー』（フレーベル館） 2002.5
- 『バラの声』（大日本図書） 2002.5
- 『にじくまさん』（童心社、おひさまこんにちは） 2002.5
- 『うさぎのそり』（ひかりのくに） 2002.11
- 『ゆきゆきゆき』（チャイルド本社） 2003.2
- 『ひそひそこそこそ』（ひさかたチャイルド） 2004.2
- 『サリバンせんせい』（チャイルド本社、感動ノンフィクション絵本） 2004.5
- 『ねむねむねんねん』（佼成出版社） 2004.10
- 『おそろいおそろい』（フレーベル館、おひざのうえで） 2004.10
- 『おおきなき 詩』（チャイルド本社） 2005.6
- 『ほしのはな』（童心社） 2005.9
- 『月の笛』（小峰書店、文学の散歩道） 2006.10
- 『ともだち 詩集』（理論社、詩の風景） 2006.12
- 『ひらひらはなびら キンダーブック 昭和の童謡童画集』（編、フレーベル館） 2007.12
- 『とんぱらどんどん』（チャイルド本社） 2008.1
- 『ちいさいかわのうた』（ひさかたチャイルド） 2008.2
- 『おたまじゃくしは…』（ひさかたチャイルド） 2008.2
- 『かげふみあそび』（フレーベル館） 2008.8
- 『ゆうやけひつじ』（ひさかたチャイルド） 2008.9
- 『のはらでんしゃ』（童心社、おひさまこんにちは） 2008.12
- 『ふるるるる』（フレーベル館） 2009.2
- 『たけのこぐん! 武鹿悦子詩集 豊かなことば現代日本の詩』（岩崎書店） 2010.2
- 『ぴっつんつん』（くもん出版） 2010.5

### 「りえの旅」シリーズ」
- 『りえの雲の旅』（小峰書店） 1984.2
- 『りえの野の旅』（小峰書店） 1985.7
- 『りえの砂の旅』（小峰書店） 1986.8
- 『りえの氷の旅』（小峰書店） 1987.7
- 『りえの雲の旅』（小峰書店） 1988.9
- 『りえの森の旅』（小峰書店） 1990.7
- 『りえの星の旅』（小峰書店） 1991.12
- 『りえの海の旅』（小峰書店） 1993.10

### 「こぶた・くー」シリーズ
- 『こぶた・くーはすっぽんぽん』（国土社） 1987.11
- 『こぶた・くーとりんごの木』（国土社） 1989.10
- 『こぶた・くーとありのうた』（フレーベル館） 2004.7

### 「ぶたの・ポテト」シリーズ
- 『ぶたの・ポテトはこわがりや』（大日本図書） 1992.10
- 『ぶたの・ポテトのひみつのやくそく』（大日本図書） 1994.11
- 『ぶたの・ポテトはひとりぼっち?』（大日本図書） 1996.8

### 「くすのきだんち」シリーズ
- 『くすのきだんちは10かいだて』（ひかりのくに） 2007.2
- 『くすのきだんちへおひっこし』（ひかりのくに） 2008.6
- 『くすのきだんちはゆきのなか』(ひかりのくに)2010.10
- 『くすのきだんちのコンサート』(ひかりのくに)2011.10
- 『くすのきだんちのなつやすみ』(ひかりのくに)2013.7
- 『くすのきだんちのあきまつり』(ひかりのくに)2015.9
- 『くすのきだんちのあめのひ』(ひかりのくに)2017.4.11
- 『くすのきだんちのおきゃくさん』(ひかりのくに)2018.10.15
- 『くすのきだんちのねむりいす』(ひかりのくに)2020.3.11
- 『くすのきだんちのおとなりさん』(ひかりのくに)2021.9.8
- 『くすのきだんちはサン！サン！サン！』(ひかりのくに)2022.7.7
- 『くすのきだんちのひ・み・つ』(ひかりのくに)2023.2.8

## 翻訳
- 『バーバパパたんけんシリーズ』1 - 4（アネット・チゾン、タラス・テイラー、ひかりのくに） 1996
- 『まっててよかった』（クララ・ランド、学習研究社） 1998
- 『ちいさなひこうきのたび』（ラ・アイゼンベルガー、学習研究社） 1999
- 『そらをとんだひつじ』（クリスティーナ・ギャレリ、学習研究社） 2001
- 『ライオンくんのはがぬけた!』（クリスティーナ・ギャレリ、学習研究社） 2002
- 『こいぬともりのなかまたち』（エバ・ラッサーノ、学習研究社） 2003
- 『トムのれっしゃでポッポー!』（フランチェスカ・チェッサ、学習研究社） 2004
- 『いちばんうれしいプレゼント』（クリスティーナ・ギャレリ、学習研究社） 2006
- 『すてきなともだち』（フランチェスカ・ケッサ、学習研究社） 2008